# Joey Vickery
Joey David Vickery (Winnipeg, 9 giugno 1967) è un ex cestista canadese.

## Carriera
Con il Canada ha disputato due edizioni dei Campionati mondiali (1994, 1998) e tre dei Campionati americani (1993, 1995, 1997).

## Palmarès
- Coppa d'Austria: 1

Mattersburg 49ers: 2002
- 2. Basketball Bundesliga: 3

Mattersburg Rocks: 2011-2012, 2012-2013, 2013-2014